# Araneus gestroi
Araneus gestroi este o specie de păianjeni din genul Araneus, familia Araneidae. A fost descrisă pentru prima dată de Thorell, 1881. Conform Catalogue of Life specia Araneus gestroi nu are subspecii cunoscute.